# Classe ATC A15
Pour les articles homonymes, voir Classe ATC et A15.
La classe ATC A15, dénommée « Stimulants de l’appétit », est un sous-groupe thérapeutique de la classification anatomique, thérapeutique et chimique, développée par l'OMS pour classer les médicaments et autres produits médicaux. La classe ATC vétérinaire correspondante dans la classification ATCvet est QA15. Le sous-groupe présenté ici est celui établi par l'OMS, et peut donc différer des versions dérivées utilisées dans certains pays. Il fait partie du groupe anatomique A de la classification, intitulé « Système digestif et métabolisme ».
Ce groupe compte notamment le fenugrec, une plante herbacée de la famille des Fabaceae.